# IAR 47
IAR 47 byl průzkumný a lehký bombardovací letoun postavený v roce 1942 společností Industria Aeronautică Română.

## Vývoj
V roce 1941 se ukázalo, že tehdejší rumunský průzkumný letoun IAR 39 již není vhodnou konstrukcí. Proto společnost IAR navrhla náhradu, IAR-47. Bylo to vlastně spojení IAR 39 a IAR 80. Letoun byl osazen motorem IAR 14K-IV C32.
Prototyp IAR 47 poprvé vzlétl v roce 1942.
Trup letounu, vycházející z IAR 39, byl smíšené konstrukce. Oproti IAR 39 bylo odstraněno boční prosklení v trupu pozorovatele a posádka byla snížena na dva členy, pilota a pozorovatele-zadního střelce, vyzbrojeného 7,92 mm kulometem.
Stejně jako IAR 80 byl IAR 47 dolnoplošník a používal zesílenou verzi podvozku tohoto letounu. Byl osazen dvěma pevnými kulomety ráže 7,92 mm v křídle a v pumovnici mezi stanovišti posádky mohl nést šest kusů 50 kg pum.
Prvořadým úkolem letounu byl průzkum a pumovnice tedy byla obvykle obsazena přídavnou palivovou nádrží, zvyšující objem paliva z 580 l na 950 l.
Ve spodní části trupu byly umístěny tři kamery, jedna svislá a dvě šikmé pod úhlem 45°.
Nevyzbrojený prototyp během zkoušek probíhajících na podzim roku 1942 vykazoval dobré letové vlastnosti.
Vzhledem ke zdokonaleným sovětským stíhačkám, které byly nyní ve službě, nízkému výkonu jeho motoru a lehké výzbroji byl však považován za zastaralý. Navíc byla veškerá výrobní kapacita IAR požadována pro výrobu Bf 109. Proto byl vývoj IAR 47 v lednu 1943 zastaven.
Jeden prototyp byl v roce 1944 zničen při náletu USAAF.

## Verze
Byly postaveny (nejméně) dva prototypy IAR 47. 
První z nich s částečně prosklenými bočními a spodními částmi trupu (podobně jako u IAR 39) se objevuje na barevných fotografiích. Zatímco druhý (imatrikulace YR-IGR), který se více podobá IAR 80 s křídlem s velkým rozpětím, neměl boční a spodní prosklení trupu a objevuje se na fotografiích z roku 1956.

## Specifikace
Údaje dle

### Technické údaje
- Rozpětí: 12,5 m
- Délka: 11 m
- Výška: 3,2m
- Nosná plocha: 23,8 m²
- Vzletová hmotnost: 3550 kg
- Pohonná jednotka: 1 × dvouhvězdicový motor IAR 14K-IV C32

### Výkony
- Maximální rychlost: 464 km/h ve 4300 m
- Dostup: 8000 m
- Dolet: 850 km bez přídavné nádrže

### Výzbroj
- 2 x 7,92mm kulomet v křídle
- 1 x 7,92mm kulomet zadního střelce
- 6 x 50 kg pum